# The Monster Squad
The Monster Squad (conocida como Una pandilla alucinante en España y El escuadrón anti-monstruos en Hispanoamérica) es una película de comedia negra estadounidense dirigida por Fred Dekker en 1987. Trata sobre un grupo de niños fanes de las películas de monstruos que deben enfrentarse a los verdaderos monstruos clásicos: Drácula, Frankenstein, el Hombre Lobo, La Momia y el Monstruo de la Laguna Negra.
Si bien no fue un gran éxito de taquilla en su estreno y recibió críticas mixtas por parte de los críticos de cine, la película fue ganando una recepción positiva del público con el tiempo, hasta acabar convertida en una película de culto.

## Argumento
La historia comienza cien años antes cuando Abraham Van Helsing decide usar un talismán mágico para abrir una puerta dimensional hacia el limbo que se trague para siempre a Drácula. El plan falla y es el propio Van Helsing quien es absorbido a través del agujero de gusano.
Cien años después, en un suburbio estadounidense, un grupo de niños fanes de las películas de terror clásicas y expertos en monstruos fundan el club “Monster Squad”. El club lo forman Sean, el líder del club e hijo de un policía; Patrick, el mejor amigo de Sean; Horace, el niño gordo que sufre de abusos en la escuela; Rudy, el chico rudo y fumador que está ya en preparatoria y que defiende a Horace; y Eugene el hermano menor de Patrick. También son miembros extraoficiales la hermana pequeña de Sean, Phoebe, y el perro Pete.
Mientras, a un grupo de pilotos que transportan un cuerpo desde el Castillo de Frankenstein en Baviera, Alemania, los asusta Drácula, que viaja en el avión y roba la caja que contiene el cuerpo, cayendo del avión a un pantano. Esa misma noche un hombre llega a la comisaría de policía afirmando que es un hombre lobo y que debe ser encerrado, causando un caos que termina en un tiroteo. El padre de Sean debe dejar los planes que tenía con su esposa para salvar su precario matrimonio para acudir a la crisis. Llega horas después, para compartir con su hijo Sean una película de terror que parodia las películas slasher como Viernes 13.
Al mismo tiempo, una momia de dos mil años desaparece del museo local y el hombre acribillado a balazos que decía ser licántropo despierta en la camilla y mata al conductor de la ambulancia para luego internarse al pantano. Allí se encuentra con Drácula y la Momia, y juntos llegan hasta la orilla del lago donde el Monstruo de la Laguna Negra saca del agua la caja que contiene al Monstruo de Frankenstein, al que Drácula revive.
Drácula desea usar el talismán que proporciona equilibrio entre el Bien y el Mal para absorber a las fuerzas del Bien y conquistar el mundo. Mientras, los niños descubren el diario de Van Helsing, que está escrito en alemán, y deben ir a buscar a un vecino alemán muy temido pues pensaban que era alguna clase de asesino, pero que resulta ser un amable anciano sobreviviente del Holocausto quien les ayuda a traducir el diario y combatir a los monstruos. Drácula envía al Monstruo de Frankenstein a matar a los niños y tomar el diario, pero la Criatura finalmente se hace amiga de Phoebe y termina colaborando con los niños. Los niños así logran entrar a la casa donde se refugia Drácula y robar el talismán, matando a la Momia en el proceso.
Para realizar el ritual que abre la puerta al limbo una ceremonia debe ser efectuada en alemán y recitada por una virgen. Para tal efecto enrolan a la bella hermana adolescente de Patrick, de quien Rudy está enamorado, quien estudia alemán y asegura ser virgen. Además empiezan a prepararse para la batalla haciendo estacas de madera, balas de plata, etc.
Al recitar el ritual justo a las doce de la noche del centésimo aniversario de la última vez, todos los monstruos atacan a la vez matando a varios policías en el proceso. Entre los que atacan están las “Novias de Drácula”, jóvenes locales recién convertidas en vampiras por Drácula. Rudy las mata usando un arco y flechas con punta de estaca de madera. Sean y su padre hacen explotar con cartuchos de dinamita al hombre lobo pero este se regenera ya que solo puede morir por balas de plata y es así que Patrick lo mata, mientras Horace elimina de otro balazo con un rifle al Monstruo de la Laguna Negra.
Pero el ritual falla ya que la hermana de Patrick no es virgen, pero Phoebe (que tiene cinco años) obviamente sí lo es, así que el anciano alemán empieza a decirle el ritual para que ella lo repita. Funciona y con ello abren el portal, que se traga a varios policías. Drácula trata de arrastrar con él a Sean, pero este logra clavarle una estaca antes y finalmente Abraham Van Helsing, que llevaba cien años atrapado en el limbo, ayuda a arrastrar a Drácula dentro. Frankenstein también es absorbido y Phoebe le agarra, pero él, sabiendo que no pertenece a este mundo, se suelta y ella se despide de él llorando y le regala su oso de peluche para que la recuerde. Luego el portal se cierra.
Entonces llega el ejército, al haber recibido una carta de Eugene solicitando su ayuda, y al preguntar el confundido general quien es el encargado, Sean le entrega su tarjeta de visita y responde: "Nosotros, “The Monster Squad”".

## Reparto
| Actor            | Personaje                                        | Descripción                  | Notas                                                          |
| ---------------- | ------------------------------------------------ | ---------------------------- | -------------------------------------------------------------- |
| Andre Gower      | Sean Crenshaw                                    | Él es el líder de la banda   | Acreditado como André Gower                                    |
| Robby Kiger      | Patrick                                          | el mejor amigo de Sean       |                                                                |
| Brent Chale      | Horace                                           | El gordo de la clase         |                                                                |
| Ryan Lambert     | Rudy                                             | el mayor                     |                                                                |
| Michael Faustino | Eugene                                           | el menor                     |                                                                |
| Ashley Bank      | Phoebe Crenshaw                                  | hermana pequeña de Sean      |                                                                |
| Leonardo Cimino  | Anciano alemán                                   | sobreviviente del Holocausto |                                                                |
| Duncan Regehr    | Conde Drácula                                    |                              |                                                                |
| Tom Noonan       | Monstruo de Frankenstein                         |                              |                                                                |
| Carl Thibault    | Hombre Lobo                                      |                              | Basado en la versión cinematográfica de 1941 de El Hombre Lobo |
| Jonathan Gries   | Hombre Lobo en forma humana                      |                              |                                                                |
| Tom Woodruff Jr. | Criatura de la Laguna Negra (en inglés Gill-Man) |                              |                                                                |
| Michael MacKay   | La Momia                                         |                              |                                                                |

## Enlaces a otras películas
- Al principio de la película, Sean (André Gower) se refiere en varias ocasiones a la película clásica de los años 1940 de El hombre lobo, en cuyo aspecto se inspira el hombre lobo de la cinta ochentera.
- Dentro de la cabaña en el árbol del equipo antimonstruos se encuentra un póster de Zombi 2 de Lucio Fulci y una figura de acción del monstruo de Regreso a la Tierra.
- La apariencia del Conde Drácula se basa en la de Drácula (1931), la del Monstruo de Frankenstein es la utilizada en Frankenstein (1931), la de la Momia en la de La Momia (1932), y la del Monstruo de la Laguna Negra en la de El monstruo de la Laguna Negra (1954). Todas ellas pertenecen a la saga de los Monstruos de la Universal.
- La escena en que el monstruo de Frankenstein se encuentra con Phoebe a orillas del lago es muy similar a la de la criatura acercándose a la niña del original Frankenstein de 1931.

## Formato doméstico
- La película fue lanzada por primera vez por Vestron Video en 1988, en VHS.
- The Monster Squad fue lanzada en una edición especial de dos discos por su 20 º aniversario en DVD por Lionsgate, el 24 de julio de 2007, incluyendo una amplia gama de características especiales, incluyendo una retrospectiva documental, dos comentarios en audio, escenas eliminadas, el tráiler, un anuncio de televisión, animación, guiones gráficos, y mucho más. La banda sonora está disponible en el sello Intrada.
- Lionsgate lanzó la edición en Blu-ray, con los mismos extras, el 24 de noviembre de 2009.

## Remake
Durante varios años, el productor Rob Cohen buscó un acuerdo económico con algunos estudios de cine para producir un remake del clásico Una pandilla alucinante. En marzo de 2010 se anunció que el proyecto sería producido por Platinum Dunes de Michael Bay, y dirigida por el propio Cohen. En 2014, los productores de Platinum Dunes informaron que el proyecto había sido cancelado.